# Chlidones insignicollis
Chlidones insignicollis är en skalbaggsart som beskrevs av Leon Fairmaire 1897. Chlidones insignicollis ingår i släktet Chlidones och familjen långhorningar.
Artens utbredningsområde är Madagaskar. Inga underarter finns listade i Catalogue of Life.